# ひとりじめ (美勇伝の曲)
「ひとりじめ」は、美勇伝の4枚目のシングル。2005年8月10日発売。

## 概要
- 初回限定盤には美勇伝フォトカード1種が封入。

## 収録曲
全作曲：つんく
1. ひとりじめ
作詞：三浦徳子　編曲：平田祥一郎
2. 終わらない夜と夢
作詞：つんく　編曲：鈴木Daichi秀行
3. ひとりじめ(Instrunmental)

## 参加ミュージシャン
ひとりじめ
- プログラミング&コーラス：平田祥一郎
- コーラス：竹内浩明

終わらない夜と夢
- プログラミング&ギター：鈴木Daichi秀行
- コーラス：竹内浩明